# Phoenix Suns 1991-1992
La stagione 1991-92 dei Phoenix Suns fu la 24ª nella NBA per la franchigia.
I Phoenix Suns arrivarono terzi nella Pacific Division della Western Conference con un record di 53-29. Nei play-off vinsero il primo turno con i San Antonio Spurs (3-0), perdendo poi la semifinale di conference con i Portland Trail Blazers (4-1).

## Roster
| N° | Naz.                   | Ruolo | Sportivo        | Anno | Alt. | Peso |
| -- | ---------------------- | ----- | --------------- | ---- | ---- | ---- |
| 0  | Stati Uniti (bandiera) | AC    | Jerrod Mustaf   | 1969 | 208  | 108  |
| 7  | Stati Uniti (bandiera) | G     | Kevin Johnson   | 1966 | 185  | 82   |
| 9  | Stati Uniti (bandiera) | GA    | Dan Majerle     | 1965 | 198  | 98   |
| 14 | Stati Uniti (bandiera) | G     | Jeff Hornacek   | 1963 | 191  | 86   |
| 15 | Stati Uniti (bandiera) | G     | Steve Burtt     | 1962 | 188  | 84   |
| 23 | Stati Uniti (bandiera) | A     | Cedric Ceballos | 1969 | 198  | 86   |
| 24 | Stati Uniti (bandiera) | AC    | Tom Chambers    | 1959 | 208  | 100  |
| 28 | Stati Uniti (bandiera) | C     | Andrew Lang     | 1966 | 211  | 111  |
| 31 | Stati Uniti (bandiera) | A     | Kurt Rambis     | 1958 | 203  | 97   |
| 32 | Stati Uniti (bandiera) | G     | Negele Knight   | 1967 | 185  | 79   |
| 34 | Stati Uniti (bandiera) | A     | Tim Perry       | 1965 | 206  | 91   |
| 41 | Stati Uniti (bandiera) | AC    | Mark West       | 1960 | 208  | 104  |
| 45 | Stati Uniti (bandiera) | A     | Ed Nealy        | 1960 | 201  | 108  |

## Staff tecnico
- Allenatore: Cotton Fitzsimmons
- Vice-allenatori: Lionel Hollins, Scotty Robertson, Paul Westphal
- Preparatore atletico: Joe Proski
- Preparatore fisico: Robin Pound